# Lista chorążych reprezentacji Gwinei na igrzyskach olimpijskich
Lista chorążych reprezentacji Gwinei na igrzyskach olimpijskich – lista zawodników reprezentacji Gwinei, którzy podczas ceremonii otwarcia nowożytnych igrzysk olimpijskich nieśli flagę Gwinei.

## Chronologiczna lista chorążych
| Lp. | Rok i miejsce     | Chorąży             | Dyscyplina    |
| --- | ----------------- | ------------------- | ------------- |
| 1   | 1968, Meksyk      | b.d.                |               |
| 2   | 1980, Moskwa      | b.d.                |               |
| 3   | 1984, Los Angeles | b.d.                |               |
| 4   | 1988, Seul        | b.d.                |               |
| 5   | 1992, Barcelona   | b.d.                |               |
| 6   | 1996, Atlanta     | Joseph Loua         | Lekkoatletyka |
| 7   | 2000, Sydney      | Joseph Loua         | Lekkoatletyka |
| 8   | 2004, Ateny       | Nabie Foday Fofanah | Lekkoatletyka |
| 9   | 2008, Pekin       | Nabie Foday Fofanah | Lekkoatletyka |
| 10  | 2012, Londyn      | Facinet Keita       | Judo          |
| 11  | 2016, Rio         | Mamadama Bangoura   | Judo          |
| 12  | 2020, Tokio       | wolontariusz        |               |
| 13  | 2024, Paryż       | Fatoumata Sylla     | Łucznictwo    |
| 13  | 2024, Paryż       | Naby Keïta          | Piłka nożna   |